# Leopold Hassler
Leopold Hassler (* 1792; † 1851) war ein österreichischer Historiker.
Hassler stammte aus einer Wiener Beamtenfamilie und ging in der Hauptstadt zur Schule. Er war Lehrer in St. Pölten und Przemyśl. Später wurde er an der Universität Wien im Fach Geschichtswissenschaft promoviert. Er war von 1825 bis 1851 Lehrstuhlinhaber für Geschichte an der Universität Graz. In den Jahren 1846/47 war er Rektor dieser Universität. Seine rund 500 Seiten umfassende Darstellung der Geschichte des Österreichischen Kaiserstaates reicht bis ins Jahr 1838, galt als Grundlagenwerk und diente als Lehrbuch für die Vorlesungen an der Universität.

## Schriften (Auswahl)
- Grundriß der allgemeinen Geschichte von den ältesten Zeiten bis auf unsere Tage. 2 Bände. Ludwig, Grätz, Tanzer, Wien 1822–1832.
- Geschichte des Österreichischen Kaiserstaates. Nach Quellen und den besten vaterländischen Hilfswerken. Klang, Wien 1842.